# Västra Ringsjön
Västra Ringsjön är en sjö i Höörs och Eslövs kommun i Skåne och ingår i Rönne ås huvudavrinningsområde. Den bildar Ringsjön tillsammans med Östra Ringsjön. Sjön är 5,7 meter djup, har en yta på 14,4 kvadratkilometer och befinner sig 53 meter över havet. Sjön avvattnas av vattendraget Rönne å. Vid provfiske har bland annat abborre, braxen, gädda och gös fångats i sjön.

## Delavrinningsområde
Västra Ringsjön ingår i det delavrinningsområde (619853-135403) som SMHI kallar för Utloppet av Västra Ringsjön. Medelhöjden är 68 meter över havet och ytan är 38,98 kvadratkilometer. Räknas de 10 avrinningsområdena uppströms in blir den ackumulerade arean 395,09 kvadratkilometer. Avrinningsområdets utflöde Rönne å mynnar i havet. Avrinningsområdet består mestadels av skog (19 %) och jordbruk (30 %). Avrinningsområdet har 14,41 kvadratkilometer vattenytor vilket ger det en sjöprocent på 36,9 %. Bebyggelsen i området täcker en yta av 2,29 kvadratkilometer eller 6 % av avrinningsområdet.

## Fisk
Vid provfiske har följande fisk fångats i sjön:
- Abborre
- Braxen
- Gädda
- Gös
- Mört
- Sarv
- Sik
- Ål